# Psalm 151
Psalm 151 – psalm, który w prawosławnym i koptyjskim kanonie Starego Testamentu uważany jest za integralną część biblijnej Księgi Psalmów. Przez Kościół katolicki i Kościoły protestanckie zaliczany do apokryfów. W wersji greckiej i syryjskiej jest to jeden utwór stanowiący kompilację dwóch oddzielnych utworów hebrajskich, z których drugi zachował się jako niekompletny.

## Opis

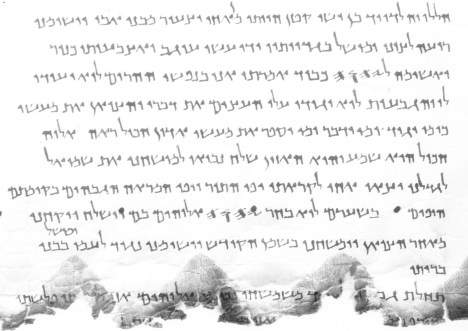
XXVIII kolumna zwoju 11Q5 (11QPs^{a}) zawierająca Psalm 151 A i B

Psalm ten umieszczony jest w Septuagincie zaraz po Psalmie 150. Jest jednocześnie pierwszym z pięciu apokryficznych tzw. psalmów syryjskich. Tradycyjnie uznawano utwór za kompozycję tłumaczy Septuaginty, jednak odkryty wśród rękopisów z Qumran zwój 11Q5 (11QPsa) zawiera dwa krótkie hebrajskie utwory poetyckie Psalm 151 A i Psalm 151 B, które były podstawą do powstania Psalmu 151 w wersji Septuaginty.
Psalm stanowi krótką pieśń pochwalną ku czci Boga, w której Dawid składa dziękczynienie za wywyższenie go ponad jego braci oraz pokonanie Goliata.
Psalm 151 powstał w języku hebrajskim. Zachowała go również syryjska Peszitta (najstarszy rękopis pochodzi z VI wieku n.e.) i grecka Septuaginta. Wersje syryjska i grecka są ze sobą zgodne, natomiast tekst hebrajski jest dłuższy i nacechowany wyraźnym paralelizmem klimaktycznym. Powstał on najpóźniej w pierwszej połowie I wieku n.e., gdyż czas ten ogranicza datowanie zwoju 11Q5 z Qumran. William F. Albright uważał, że pochodzi on z VII lub VI wieku p.n.e., jednak opinii tej nie podzielają inni badacze.

## Treść
| Werset | grec. | scs.                                                                                          | łac.                                                                                                   | ros.                                                                                             | pl. |
| ------ | --- | --------------------------------------------------------------------------------------------- | --- | ------------------------------------------------------------------------------------------------ | --- |
| 1      | Μικρὸς ἤμην ἐν τοῖς ἀδελφοῖς μου καὶ νεώτερος ἐν τῷ οἴκῳ τοῦ πατρός μου· ἐποίμαινον τὰ πρόβατα τοῦ πατρός μου.                | Ма́лꙏ бѣ́хꙏ вꙏ бра́тїи мое́й и̑ ю̑́ншїй вꙏ домꙋ̀ ѻ̑тца̀ моего́, пасо́х ѻ̑́вцы ѻ̑тца́ моегѡ̀.                   | Pusillus eram inter fratres meos et adulescentior in domo patris mei; pascebam oves patris mei.        | Я был меньший между братьями моими и юнейший в доме отца моего.                                  | Byłem najmniejszy spośród moich braci, a także najmłodszy byłem w domu ojca mojego. Pasłem owce ojca mojego. |
| 2      | αἱ χεῖρές μου ἐποίησαν ὄργανον, οἱ δάκτυλοί μου ἥρμοσαν ψαλτήριον.                                                            | Рꙋ́цѣ моѝ сотвори́стѣ ѻ̑рга́нꙏ, и̑ пе́рсты моѝ соста́виша ѱалти́рь.                                   | Manus meæ fecerunt organum; digiti mei aptaverunt psalterium.                                          | Руки мои сделали орган, персты мои настраивали псалтирь.                                         | Me ręce wystrugały piszczałkę, a palce moje otworzyły psałterz.                                              |
| 3      | καὶ τίς ἀναγγελεῖ τῷ κυρίῳ μου; αὐτὸς κύριος, αὐτὸς εἰσακούει.                                                                | И̑ кто̀ возвѣсти́тꙏ гд҅҇еви моемꙋ̀? Самꙏ гд҅҇ь, самꙏ ѹ̑слы́шитꙏ:                                        | Et quis adnuntiabit Domino meo? Ipse Dominus; ipse omnium exaudiet.                                    | И кто возвестил бы Господу моему? — Сам Господь, Сам услышал меня.                               | Kto oznajmiłby to Panu mojemu? — Sam Pan, Sam On usłyszał mnie.                                              |
| 4      | αὐτὸς ἐξαπέστειλεν τὸν ἄγγελον αὐτοῦ καὶ ἦρέν με ἐκ τῶν προβάτων τοῦ πατρός μου καὶ ἔχρισέν με ἐν τῷ ἐλαίῳ τῆς χρίσεως αὐτοῦ. | са́мꙏ посла̀ а̑́гг҃ела своего̀, и̑ взѧ́тꙏ мѧ̀ ѿ ѻ̑ве́цꙏ ѻ̑тца̀ моегѡ̀, и̑ пома́за мѧ̀ є̑ле́емꙏ пома́занїѧ своегѡ̀. | Ipse misit angelum suum et tulit me de ovibus patris mei et unxit me in misericordia unctionis suæ.    | Он послал вестника Своего и взял меня от овец отца моего, и помазал меня елеем помазания Своего. | Posłał On anioła Swojego i zabrał mnie od owiec mego ojca, i namaścił mnie olejem pomazania Swojego.         |
| 5      | οἱ ἀδελφοί μου καλοὶ καὶ μεγάλοι, καὶ οὐκ εὐδόκησεν ἐν αὐτοῖς κύριος.                                                         | Бра́тїѧ моѧ̑ добрѝ и̑ вели́цы: и̑ не бл҃говолѝ вꙏ ни́хꙏ гд҅҇ь.                                         | Fratres mei boni et magni, et non fuit beneplacitum in eis Domino.                                     | Братья мои прекрасны и велики, но Господь не благоволил избрать из них.                          | Moi bracia są piękni i wielcy, lecz Pan nie pobłogosławił im Swoim wyborem.                                  |
| 6      | ἐξῆλθον εἰς συνάντησιν τῷ ἀλλοφύλῳ, καὶ ἐπικατηράσατό με ἐν τοῖς εἰδώλοις αὐτοῦ·                                              | И̑зыдо́хꙏ вꙏ срѣ́тенїе и̑ноплеме́нникꙋ, и̑ проклѧ́тꙏ мѧ̀ і̑́дѡлы свои́ми.                                | Exivi obviam alienigenæ, et maledixit mihi in simulacris suis.                                         | Я вышел навстречу иноплеменнику, и он проклял меня идолами своими.                               | Wyszedłem na spotkanie z obcokrajowcem, a on przeklinał mnie swymi bałwanami.                                |
| 7      | ἐγὼ δὲ σπασάμενος τὴν παρ᾽ αὐτοῦ μάχαιραν ἀπεκεφάλισα αὐτὸν καὶ ἦρα ὄνειδος ἐξ υἱῶν Ισραηλ.                                   | А̑́зꙏ же и̑сто́ргнꙋвꙏ мечь ѿ негѡ̀, ѡ̑безгла́вихꙏ є̑го̀ и̑ ѿѧ́хꙏ поноше́нїе ѿ сынѡ́вꙏ і̑и҃левыхꙏ.            | Ego autem, evaginato ab eo ipsius gladio, amputavi caput eius et abstuli obprobrium de filiis Israhel. | Но я, исторгнув у него меч, обезглавил его и избавил сынов Израилевых от поношения.              | Wtedy ja, odebrawszy mu miecz, pozbawiłem go głowy i ocaliłem synów Izraela od potępienia.                   |

## Znaczenie Psalmu 151
Odnalezienie w grocie 11 w Qumran Psalmów 151 A i 151 B z tekstem hebrajskim ma ogromne znaczenie dla zrozumienia procesów tłumaczenia Septuaginty oraz samej natury tego przekładu Biblii hebrajskiej. Przekład ten jest nie tylko samym tłumaczeniem, w sensie w jakim to rozumiemy dziś, zwracając szczególną uwagę na kryteria wierności przekładu, ale także interpretacją w sferze kultury greckiej. Grecki przekład Psalmu 151 jest skrótem hebrajskiego oryginału, jak również kompilacją dwóch utworów, które w tekście hebrajskim były rozdzielne. Septuaginta w niektórych miejscach zamienia też kolejność wersetów, przypominając bardziej poetycką parafrazę niż dosłowne tłumaczenie oryginału.

## W kulturze masowej
Tytuł „Psalm 151” nosi też utwór zespołu Kult z płyty Muj wydafca, jednak autorem jego treści jest Kazik Staszewski i jest ona jedynie metaforą wyżej opisanego apokryfu.